# Toljat Schejchametow
Toljat Abdulhanijewytsch Schejchametow (ukrainisch Толят Абдулганієвич Шейхаметов, wiss. Transliteration Toljat Abdulhanijevyč Šejchametov; * 24. April 1966 in Shahrisabz, Usbekische SSR) ist ein ehemaliger sowjetischer und späterer ukrainischer Fußballspieler und heutiger Trainer usbekischer Herkunft. Seit Sommer 2008 ist er Co-Trainer der Ukrainischen U-16-Nationalmannschaft.

## Werdegang

### Spieler
Seine Laufbahn als Profispieler begann der Stürmer im Alter von 17 Jahren 1983 beim Verein seiner usbekischen Heimatstadt, dem FC Khisar Shahrisabz in der zweiten usbekischen Liga. 1985 unterschrieb er beim FC Geolog Qarshi. 1989 bestritt er sechs Spiele für Paxtakor Taschkent.
Noch vor dem Zerfall der Sowjetunion und der Unabhängigkeit der Ukraine wechselte Schejchametow 1990 zu Tawrija Simferopol und gewann mit diesem die erste Ukrainische Fußballmeisterschaft 1992. In der folgenden Saison wurde er an den israelischen Verein Hakoah Amidar Ramat Gan verliehen, wo er jedoch auch nur fünf Spiele bestritt. 1994 wurde er für ein Jahr an den Ligakonkurrenten Maccabi Herzlia verliehen. Nach seiner Rückkehr in die Ukraine und dem verlorenen Finale um den Ukrainischen Fußballpokal 1994 gegen Tschornomorez Odessa wechselte Schejchametow zum MFK Kremin Krementschuk. Nach einer erneuten Leihe für eine Saison an Hakoah Amidar Ramat Gan bestritt er schließlich in der Saison 1995/96 26 Spiele für Krementschuk. Sein 1996 auslaufender Vertrag wurde nicht verlängert. Von 1997 bis 1998 spielte er für den MFK Mykolajiw, bevor er 1998 seine Karriere beim FC Metalurh Nikopol beendete.

### Trainer
Schejchametow betreute ab 2007 als Co-Trainer die 1. Mannschaft des FK Krymteplyzja Molodischne. Im Frühjahr 2008 war er kurzzeitig Co-Trainer beim FK IhroSerwis Simferopol. Im Sommer 2008 übernahm Schejchametow den Posten des Co-Trainers der ukrainischen U-16-Nationalmannschaft.

## Erfolge
- Ukrainischer Meister: 1992 mit Tawrija Simferopol
- Ukrainischer Pokal: Finalist 1994